# Словесные названия российского оружия/Е
Словесные названия российского оружия
А
Б
В
Г
Д
Е
Ё
Ж
З
И
К
Л
М
Н
О
П
Р
С
Т
У
Ф
Х
Ц
Ч
Ш
Щ
Э
Ю
Я
- «Евразия» — самолёт М-150 (проект)
- «Егерь» — сумка нагрудная (разгрузка)
- «Егерь» — автомобиль ГАЗ-3325
- «Егоза» — спиральное заграждение из армированой колюче-режущей ленты
- «Егорлык» — дрейфующий малогабаритный комбинированный прибор гидроакустических помех МГ-34
- «Егорьевск» — большой морской танкер пр.563Е
- «Единорог» — большой десантный корабль пр. 1174 [Rogov]
- «Ежевика» — авиационная наземная подвижная КВ радиостанция Р-820М (РАС-КВ)
- «Ель» — засекречивающая аппаратура связи Т-226
- «Енисей» — ракета-носитель (проект)
- «Енисей» — 37-мм зенитная самоходная установка ЗСУ-37-2
- «Енисей» — РЛС П-12 (1РЛ14)
- «Енисей» — корабельный ГАК МГК-1001
- «Енисей» — стрельбовой комплекс с ПР А-350Р
- «Енот» — 533-мм самонаводящаяся торпеда СЭТ-65
- «Ермак» — МБР РТ-23М (проект) [SS-24 Scalpel]
- «Есаул» — пистолет ПДТ-9Т
- «Есаул» — специализированное транспортное средство УАЗ-39461-00-03 на базе УАЗ-Pickup
- «Есаул» — бронеавтомобиль УАЗ-2945 на базе УАЗ-3163 «Патриот»